# Le Cours
Le Cours település Franciaországban, Morbihan megyében. Lakosainak száma 673 fő (2022. január 1.). Le Cours Saint-Guyomard, Molac, Larré, Elven és Trédion községekkel határos.

## Népesség
A település népességének változása:
| Lakosok száma | 421  | 378  | 351  | 491  | 628  | 662  | 670  | 672  | 674  | 673  |
|               | 1968 | 1982 | 1990 | 2006 | 2013 | 2015 | 2017 | 2019 | 2020 | 2022 |